# أفونديل
أفونديل (بالإنجليزية: Avondale, Arizona) هي مدينة تقع في مقاطعة ماريكوبا، أريزونا بولاية أريزونا في الولايات المتحدة. تبلغ مساحة هذه المدينة 107 (كم²)، وترتفع عن سطح البحر 297 م، بلغ عدد سكانها 84914 نسمة في عام 2012 حسب إحصاء مكتب تعداد الولايات المتحدة وتصل الكثافة السكانية فيها 623.4 نسمة/كم2.

## التركيبة السكانية
حدّد مكتب تعداد الولايات المتحدة بيانات التركيبة السكانية لأفونديل في تعداد الولايات المتحدة. في ما يلي، التركيبة السكانية حسب تعدادي 2000 و2010.

### تعداد عام 2000
بلغ عدد سكان أفونديل 35,883 نسمة بحسب تعداد عام 2000، وبلغ عدد الأسر 10,640 أسرة وعدد العائلات 8,724 عائلة مقيمة في المدينة. في حين سجلت الكثافة السكانية 291.4 نسمة لكل كيلومتر مربع (754.7/ميل2). وبلغ عدد الوحدات السكنية 11,419 وحدة بمتوسط كثافة قدره 92.7 لكل كيلومتر مربع (240.1/ميل2).
وتوزع التركيب العرقي للمدينة بنسبة 63.27% من البيض و5.20% من الأمريكيين الأفارقة و1.28% من الأمريكيين الأصليين و1.89% من الأمريكيين ذوي الأصول الآسيوية و0.14% من سكان جزر المحيط الهادئ و24.32% من الأعراق الأخرى و3.89% من عرقين مختلطين أو أكثر و46.23% من الهسبانيون أو اللاتينيون من أي عرق.
بلغ عدد الأسر 10,640 أسرة كانت نسبة 54% منها لديها أطفال تحت سن الثامنة عشر تعيش معهم، وبلغت نسبة الأزواج القاطنين مع بعضهم البعض 62.9% من أصل المجموع الكلي للأسر، ونسبة 12.7% من الأسر كان لديها معيلات من الإناث دون وجود شريك، بينما كانت نسبة 6.3% من الأسر لديها معيلون من الذكور دون وجود شريكة وكانت نسبة 18% من غير العائلات. تألفت نسبة 12.9% من أصل جميع الأسر من عدة أفراد يعيشون في نفس المنزل ونسبة 3.1% كانت تتألف من شخص يعيش بمفرده يبلغ من العمر 65 عاماً أو أكثر. وبلغ متوسط حجم الأسرة المعيشية 3.36، أما متوسط حجم العائلات فبلغ 3.66.
بلغ العمر الوسطي للسكان 29.0 عاماً. وكانت نسبة 34.2% من القاطنين تحت سن الثامنة عشر، وكانت نسبة 9.7% بين الثامنة عشر والرابعة والعشرين عاماً، ونسبة 33% كانت واقعةً في الفئة العمرية ما بين الخامسة والعشرين والرابعة والأربعين عاماً، ونسبة 17.6% كانت ما بين الخامسة والأربعين والرابعة والستين، ونسبة 5% كانت ضمن فئة الخامسة والستين عاماً فما فوق. يوجد لكل 100 أنثى 102.5 ذكر، ويوجد لكل 100 أنثى في الثامنة عشر من عمرها فما فوق 101.3 ذكر.
بلغ متوسط دخل الأسرة في المدينة 49,153 دولارًا، أما متوسط دخل العائلة فبلغ 51,084 دولارًا. وكان متوسط دخل الذكور 35,134 دولارًا مقابل 27,487 دولارًا للإناث. وسجل دخل الفرد الخاص بالمدينة 16,919 دولارًا. وكانت نسبة 10.3% من العائلات ونسبة 13.8% من السكان تحت خط الفقر، وكان من هؤلاء نسبة 17.8% تحت سن الثامنة عشر ونسبة 16.7% في الخامسة والستين من العمر وما فوق.

### تعداد عام 2010
بلغ عدد سكان أفونديل 76,238 نسمة بحسب تعداد عام 2010، وبلغ عدد الأسر 23,386 أسرة وعدد العائلات 18,036 عائلة مقيمة في المدينة. في حين سجلت الكثافة السكانية 619.2 نسمة لكل كيلومتر مربع (1,603.7/ميل2). وبلغ عدد الوحدات السكنية 27,001 وحدة بمتوسط كثافة قدره 219.3 لكل كيلومتر مربع (568.0/ميل2).
وتوزع التركيب العرقي للمدينة بنسبة 58.07% من البيض و9.32% من الأمريكيين الأفارقة و1.66% من الأمريكيين الأصليين و3.52% من الأمريكيين ذوي الأصول الآسيوية و0.36% من سكان جزر المحيط الهادئ و22.61% من الأعراق الأخرى و4.46% من عرقين مختلطين أو أكثر و50.29% من الهسبانيون أو اللاتينيون من أي عرق.
بلغ عدد الأسر 23,386 أسرة كانت نسبة 50.5% منها لديها أطفال تحت سن الثامنة عشر تعيش معهم، وبلغت نسبة الأزواج القاطنين مع بعضهم البعض 52.6% من أصل المجموع الكلي للأسر، ونسبة 17% من الأسر كان لديها معيلات من الإناث دون وجود شريك، بينما كانت نسبة 7.6% من الأسر لديها معيلون من الذكور دون وجود شريكة وكانت نسبة 22.9% من غير العائلات. تألفت نسبة 15.5% من أصل جميع الأسر من عدة أفراد يعيشون في نفس المنزل ونسبة 2.8% كانت تتألف من شخص يعيش بمفرده يبلغ من العمر 65 عاماً أو أكثر. وبلغ متوسط حجم الأسرة المعيشية 3.25، أما متوسط حجم العائلات فبلغ 3.63.
بلغ العمر الوسطي للسكان 28.6 عاماً. وكانت نسبة 32.6% من القاطنين تحت سن الثامنة عشر، وكانت نسبة 11.7% بين الثامنة عشر والرابعة والعشرين عاماً، ونسبة 30.9% كانت واقعةً في الفئة العمرية ما بين الخامسة والعشرين والرابعة والأربعين عاماً، ونسبة 19.3% كانت ما بين الخامسة والأربعين والرابعة والستين، ونسبة 5.5% كانت ضمن فئة الخامسة والستين عاماً فما فوق. وتوزع التركيب الجنسي للسكان بنسبة 49.6% ذكور و50.4% إناث.

## أعلام
- لويد أوليفر
- نيك هاريس

## وصلات خارجية
- http://www.ci.avondale.az.us/